# Pelegrina arizonensis
Pelegrina arizonensis är en spindelart som först beskrevs av Peckham, Peckham 1901.  Pelegrina arizonensis ingår i släktet Pelegrina och familjen hoppspindlar. Inga underarter finns listade i Catalogue of Life.